# 정빈 이씨
정빈 이씨(靖嬪 李氏, 1694년 ~ 1721년 12월 23일(음력 11월 16일))는 조선 영조의 후궁이며, 추존왕 진종(효장세자)의 어머니이다.

## 생애

### 출생과 입궁
1694년(숙종 20년) 증 의정부 좌찬성에 추증된 이후철(李後哲)의 딸로 태어났다. 어머니는 부사과(副司果, 종6품 무관) 김매일(金梅一)의 딸 김해 김씨(金海 金氏)이다.
1701년(숙종 27년), 8세의 나이로 입궁하였다. 이후 영조가 연잉군(延礽君)이던 왕자 시절에 그의 첩이 되었다. 그녀의 가계 배경과 어떤 이유로 입궁하여 궁인이 되었는지는 알 수 없고, 연잉군 또한 왕자의 신분으로 어떻게 궁인을 첩실로 들였는지 또한 기록이 없어 알 수 없다. 궁을 나와 연잉군의 사저인 창의궁(彰義宮)에 머물렀다.
1717년(숙종 43년), 훗날 화억옹주로 추증되는 장녀 향염(香艶)을 낳았으나 1년만에 요절하였고, 1719년(숙종 45년)에는 장남 만복(萬福, 효장세자)을, 다음해에는 차녀 향이(香怡, 화순옹주)를 낳았다.

### 소훈 책봉과 사망
1721년(경종 1년), 연잉군(영조)이 경종의 왕세제(王世弟)로 책봉되면서 세제궁의 종5품 소훈(昭訓)이 되었고 입궁하여 궐내에서 생활하였다. 같은해 11월 16일 갑작스럽게 병을 앓아 장동 사제로 출궁했으나 그날 밤에 사망하였다. 연잉군은 이씨의 죽음을 슬퍼하며 직접 《소훈이씨제문(昭訓李氏祭文)》을 지었다.
12월 14일, 양주 고령동(현재의 경기도 파주시 광탄면 소령원길)의 숙빈 최씨의 묘소인 소령원 근처에 안장되었으며, 묘소의 이름은 수길원(綏吉園)이다.

## 사후

### 독살 의혹
1722년(경종 2년), 환관 장세상(張世相)이 궁녀들과 공모해 이소훈(정빈 이씨)을 독살하였다는 발고가 있었다.
소론의 목호룡(睦虎龍)이 고변하기를, 노론이 왕(경종)을 시해하기 위해 환관 장세상에게 독약을 구하게 한 뒤, 독의 성능을 시험하고자 동궁의 주방나인 이씨를 시켜 음식에 독약을 탔는데, 이소훈(정빈 이씨)이 독약을 먹고 숨졌으며 이를 주도한 사람은 연잉군(영조)의 정부인인 달성군부인 서씨(정성왕후)의 조카 서덕수(徐德修)라는 것이었다.
이 사건은 신임사화로 확대되어, 노론의 4대신이 처형당하고 관련자들이 대거 숙청되었으며 연잉군은 커다란 정치적 위기를 맞이하였다.
하지만 영조는 즉위 후, 정빈의 독살설을 부인하였으며 신임사화 때 숨진 서덕수의 죄도 신원하였다.
 
그리고 서덕수(徐德修)의 초사(招辭)에 이르기를,
‘신축년(1721년) 6월에 약을 장세상(張世相)의 처소에 들여보내고,
동궁(東宮) 주방(廚房)의 나인이 이소훈(李昭訓)을 독살하였다.’ 고 하였는데,
신축년 6월에는 전하께서 바야흐로 사제에 계셨으니,
어찌 동궁 주방이 있었겠습니까?" 하니,
임금이 빙긋이 웃으면서 말하기를,

"이러한 이야기들이 바로 내가 앞서 말한 사리에 닿지 않는다는 말이다."

하였다.
 — 《영조실록》 4권,
영조 1년(1725년 청 옹정(雍正) 3년) 3월 2일 (경자)

### 추증

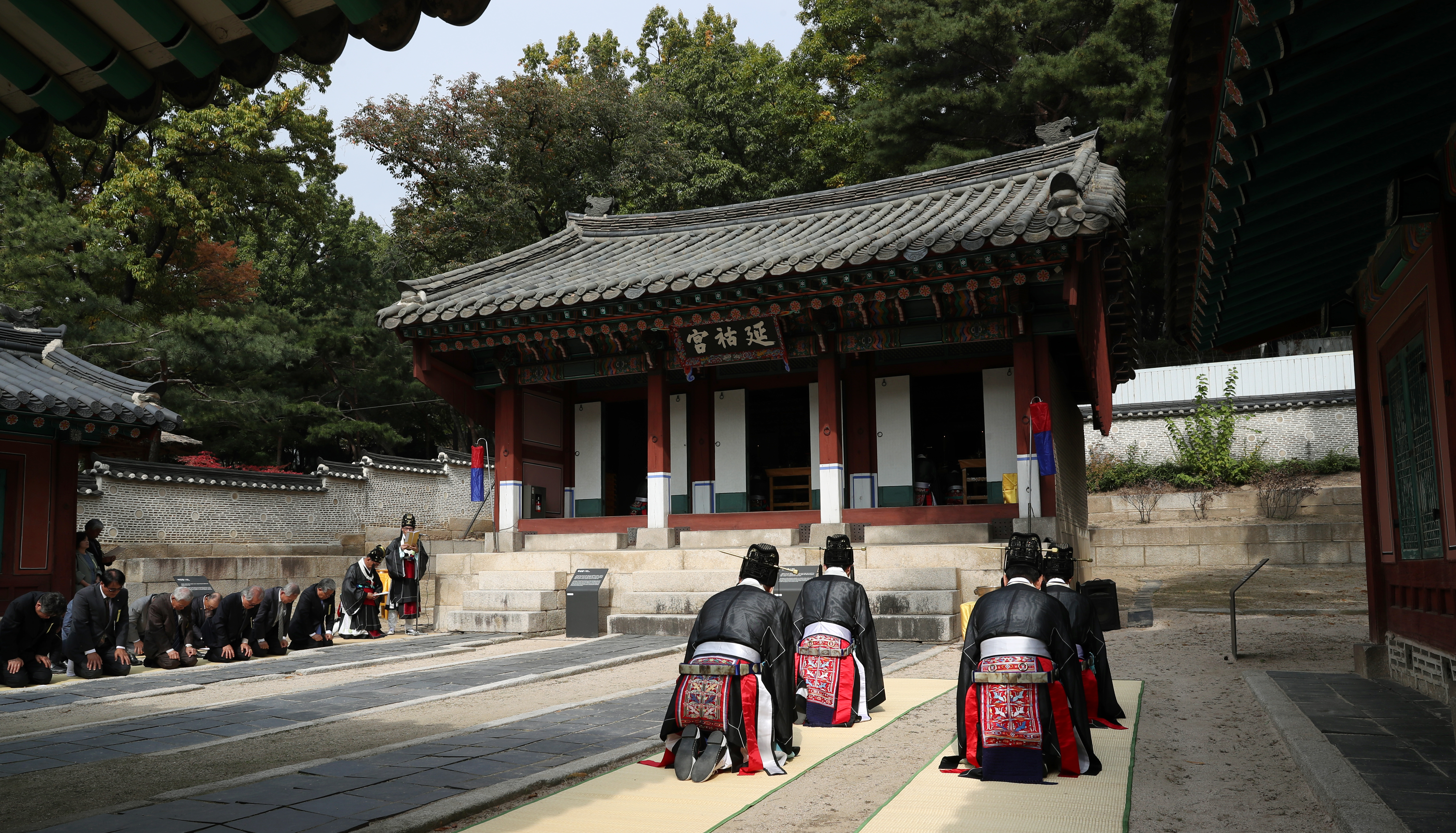
정빈 이씨의 사당인 연호궁

1724년(영조 원년), 영조가 왕으로 즉위하자 내명부 정4품 소원(昭媛)에 추증되었으며, 1725년(영조 2년), 아들 경의군(효장세자)이 세자로 책봉되자 내명부 정1품인 정빈(靖嬪)으로 추증되었다.
1764년(영조 38년), 영조의 명으로 정조는 효장세자의 양자가 되었는데, 이후 정조가 즉위하여 양아버지인 효장세자를 진종(眞宗)으로 추존하면서, 진종의 어머니 정빈 이씨 또한 온희(溫僖)의 시호와 수길원(綏吉園)의 원호, 연호궁(延祜宮)의 궁호가 추상되었다. 연호궁은 국왕을 낳은 후궁들의 사당인 칠궁(七宮)을 구성하는 사당 중 하나이다.

## 치제문
정빈 이씨 사망 당시 왕세제였던 연잉군(영조)은 이씨의 죽음을 슬퍼하며 직접 제문을 지었다.

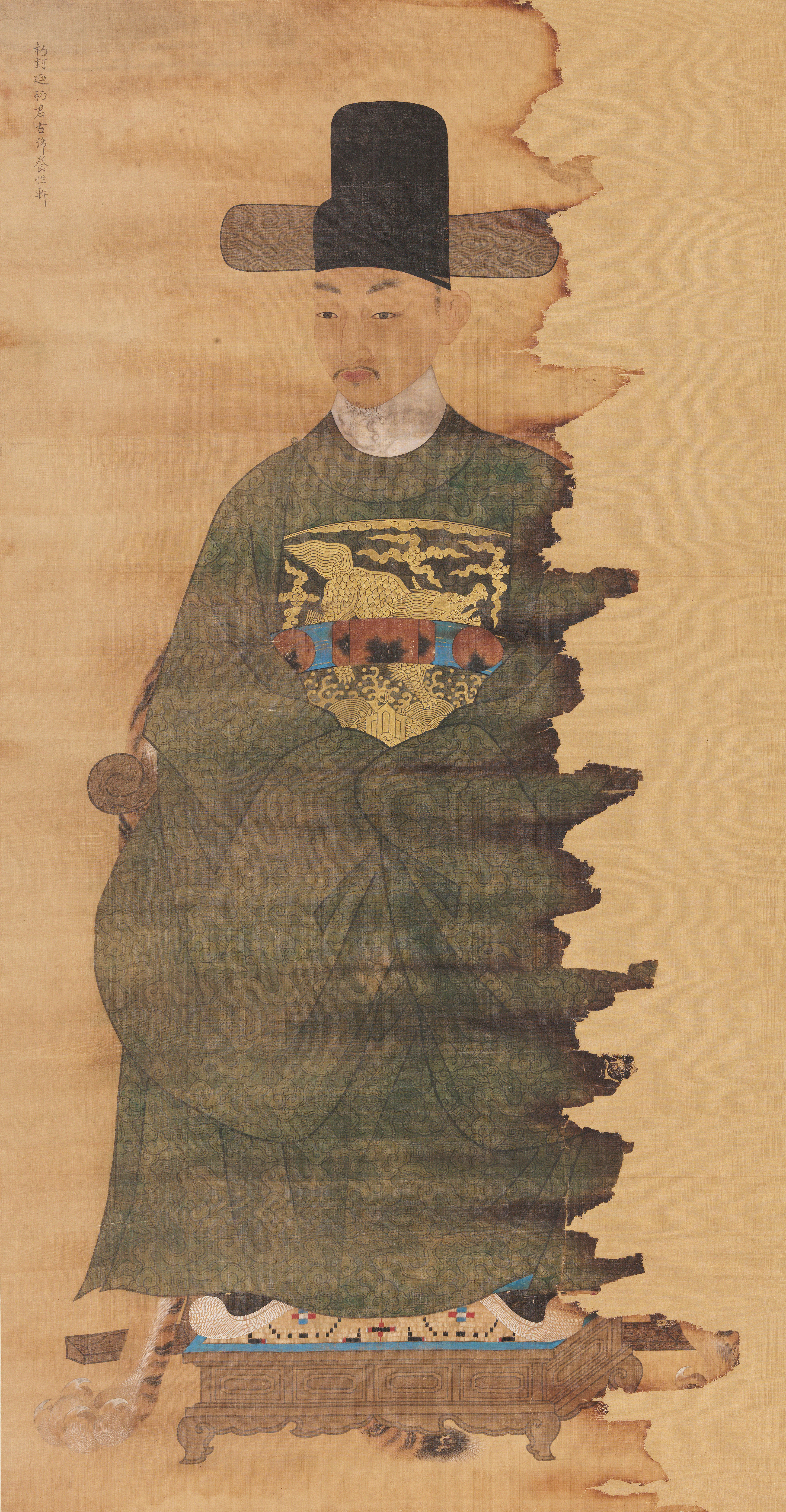
보물 제1491호　《연잉군 초상》
----영조가 즉위하기 전 연잉군 시절의 초상화로, 21세때의 모습이다.

| “ | 명분은 비록 남자와 여자이지만 생각은 친구 사이여서 나의 마음을 아는 자는 그대요, 그대의 마음을 아는 자는 나였다. | ” |

| “ | 두 아이(효장세자 · 화순옹주)가 장성하여 만약 생모를 묻는다면 내가 장차 무슨 말로 답하겠는가? 말과 생각이 여기에 미치니, 오장을 도려내는 듯하다. | ” |

| “ | 아침에는 나와 마주하고 얘기를 나누었는데, 저녁에는 병이 심하여 말하지 못하였으니 그 날의 참혹한 광경을 어찌 차마 말하겠는가! 어찌 차마 말하겠는가? 이것이 곧 운명인가? 운명이 아닌가? 운명이라고 말한다면 방년 스물여덟이 어찌 청춘이 아니겠으며, 운명이 아니라고 말한다면 착한 이에게 복을 주고 간사한 이에게 화를 내리는 이치는 과연 어디에 있는가? | ” |

소훈 이씨 제문

왕세제가 상궁 이씨를 보내고 술과 여러 가지 음식을 가지고
소훈 이씨(정빈)의 영구 앞에서 전을 올리고 말합니다.
아 슬프구나!
세상에 어찌 애통한 아픔이 없겠느냐만 어찌 내가 오늘 당한 일과 같은 것이 있겠는가?
아아! 완순한 성품과 우아한 기질을 가지고 양가에서 태어나 어린 나이에 입궁하였다.
그대가 뽑혀 들어 왔을 때에 나 또한 나이가 어렸다.
이미 어렸을 때부터 처신하는 바가 규범과 법도가 있었으니 진실로 내가 남몰래 탄복한 바이다.
(중략)
규중에서 경사스럽게 자식을 낳아 길러 자손이 번성하였으니, 내가 일찍이
“선을 쌓은 사람은 반드시 남은 경사가 있으리니 뒷날 자손이 번성 하는 기쁨은
반드시 여기에 그치지 않을 것이고 백년을 기한하여 그 복을 누릴 것이다” 라 하였는데,
뜻하지 않게 하나의 질병에 어찌 이 지경에 이르렀는가! 아 슬프도다.
(중략)
이 삶은 끝났으니, 가는 것이 애통하다.
저승과 이승이 영원이 갈라져 소식이 서로 통하기가 어렵고,
소리를 머금고 슬퍼하니 눈물이 흐르는 시내를 이루었으며,
슬픔을 품고 제문을 지으니 목메어 차마 짓지 못하겠네.
촛불 아래에서 붓을 적시니 글자가 제대로 써지지 못하였다.
아 슬프고, 슬프구나.
(중략)
 
영혼이여! 멀리 가지 않았으면, 이 슬픈 정을 살펴다오.
아! 나의 도가 다하도다! 내가 이 사람이 아니면 누구를 위해서 통곡하겠는가!
온화한 말과 낭낭한 소리를 어느 날에 다시 듣고,
온화한 얼굴과 부드러운 낯빛을 어느 때에 다시 보겠는가?
매사 슬픔이 더해지고 물건마다 마음이 상하니 바야흐로 함께 살면서 해로하고자 했는데
어찌하여 합하였다가는 다시 이별하게 되었는가!
날마다 더욱 애달파서 이 정을 억제하기 어렵구나.
죽은 후에 의탁할 곳이 있으니 밝은 혼령에 의지할 것이다.
길택을 정하였으니 나의 마음이 위로된다. 이에 여관을 보내어 술을 대신 드리게 하니
영혼은 아느냐? 영혼은 아느냐?
지금 내 이 글은 나의 간절하고 애틋한 마음을 하소연하는 것이니
어찌 차마 글을 꾸미고 지나치게 칭찬하여 평소 삼가고 경계하는 마음을 저버리겠는가!
 
 — 1721년 11월 19일, 왕세제(영조) 지음
현대어 번역 :  한국학중앙연구원 장서각 - 한글, 소통과 배려의 문자

## 가족 관계
- 아버지 : 증 의정부 좌찬성 이후철(贈 議政府 左贊成 李後後, 생몰년 미상)
- 어머니 : 증 정경부인 김해 김씨(貞敬夫人 金海 金氏, 생몰년 미상)
  - 남편 : 영조(英祖, 1694~1776)
    - 장녀 : 화억옹주(和憶翁主, 1717~1718)
    - 장남 : 진종(眞宗, 1719~1728)
      - 며느리 : 효순왕후 조씨(孝順王后 趙氏, 1715~1751)

    - 차녀 : 화순옹주(和順翁主, 1720~1758)
      - 사위 : 월성위(月城尉) 김한신(金漢藎, 1720~1758)

## 같이 보기
- 영조
- 신임사화
- 진종
- 화순옹주
- 영빈 이씨
- 숙빈 최씨
- 칠궁